# Altlandsberg
Altlandsberg è una città di 9 799 abitanti del Brandeburgo, in Germania.

Appartiene al circondario del Märkisch-Oderland.

## Monumenti e luoghi d'interesse
Cinta murariaInteramente conservata, fu costruita in pietra nei secoli XIV-XV.
Chiesa di Santa Maria (Marienkirche)Risalente al XIII secolo e ampliata nel XV, ha pianta basilicale a tre navate.
Chiesa del castello (Schlosskirche)Unica parte ancora esistente del castello barocco bruciato nel 1757, fu restaurata nel 1768; la facciata è sormontata da una torre costruita nel 1802.

## Società

### Evoluzione demografica
- Sviluppo della popolazione dal 1875 entro gli attuali confini (Linea Blu: Popolazione; Linea puntata: Confronto dello sviluppo della popolazione dello stato del Brandenburgo; Sfondo grigio: Ai tempi del governo nazista; Sfondo rosso: Al tempo del governo comunista)
- Sviluppo recente della popolazione (Linea blu) e previsioni

| Anno | Abitanti |
| ---- | -------- |
| 1875 | 3 875    |
| 1890 | 4 214    |
| 1910 | 4 437    |
| 1925 | 6 029    |
| 1933 | 7 094    |
| 1939 | 8 188    |
| 1946 | 9 315    |
| 1950 | 9 326    |
| 1964 | 5 935    |
| 1971 | 5 853    |
| 1981 | 5 043    |

| Anno | Abitanti |
| ---- | -------- |
| 1985 | 4 942    |
| 1989 | 4 796    |
| 1990 | 4 799    |
| 1991 | 4 768    |
| 1992 | 4 856    |
| 1993 | 4 916    |
| 1994 | 4 963    |
| 1995 | 5 265    |
| 1996 | 5 877    |
| 1997 | 6 502    |

| Anno | Abitanti |
| ---- | -------- |
| 1998 | 7 044    |
| 1999 | 7 498    |
| 2000 | 7 903    |
| 2001 | 8 092    |
| 2002 | 8 189    |
| 2003 | 8 494    |
| 2004 | 8 645    |
| 2005 | 8 677    |
| 2006 | 8 737    |
| 2007 | 8 739    |

| Anno | Abitanti |
| ---- | -------- |
| 2008 | 8 769    |
| 2009 | 8 757    |
| 2010 | 8 806    |
| 2011 | 8 723    |
| 2012 | 8 809    |
| 2013 | 8 894    |
| 2014 | 8 996    |
| 2015 | 9 158    |
| 2016 | 9 298    |
| 2017 | 9 371    |

| Anno | Abitanti |
| ---- | -------- |
| 2018 | 9 490    |
| 2019 | 9 526    |
| 2020 | 9 662    |

Fonti dei dati sono nel dettaglio nelle Wikimedia Commons..

## Geografia antropica
La città di Altlandsberg è divisa in 6 frazioni (Ortsteil):
- Altlandsberg (con le località di Neuhönow, Paulshof, Seeberg e Vorwerk)
- Bruchmühle (con la località di Radebrück)
- Buchholz
- Gielsdorf (con le località di Eichenbrandt e Wilkendorf)
- Wegendorf
- Wesendahl

Ogni frazione è amministrata da un "consiglio locale" (Ortsbeirat).

## Infrastrutture e trasporti

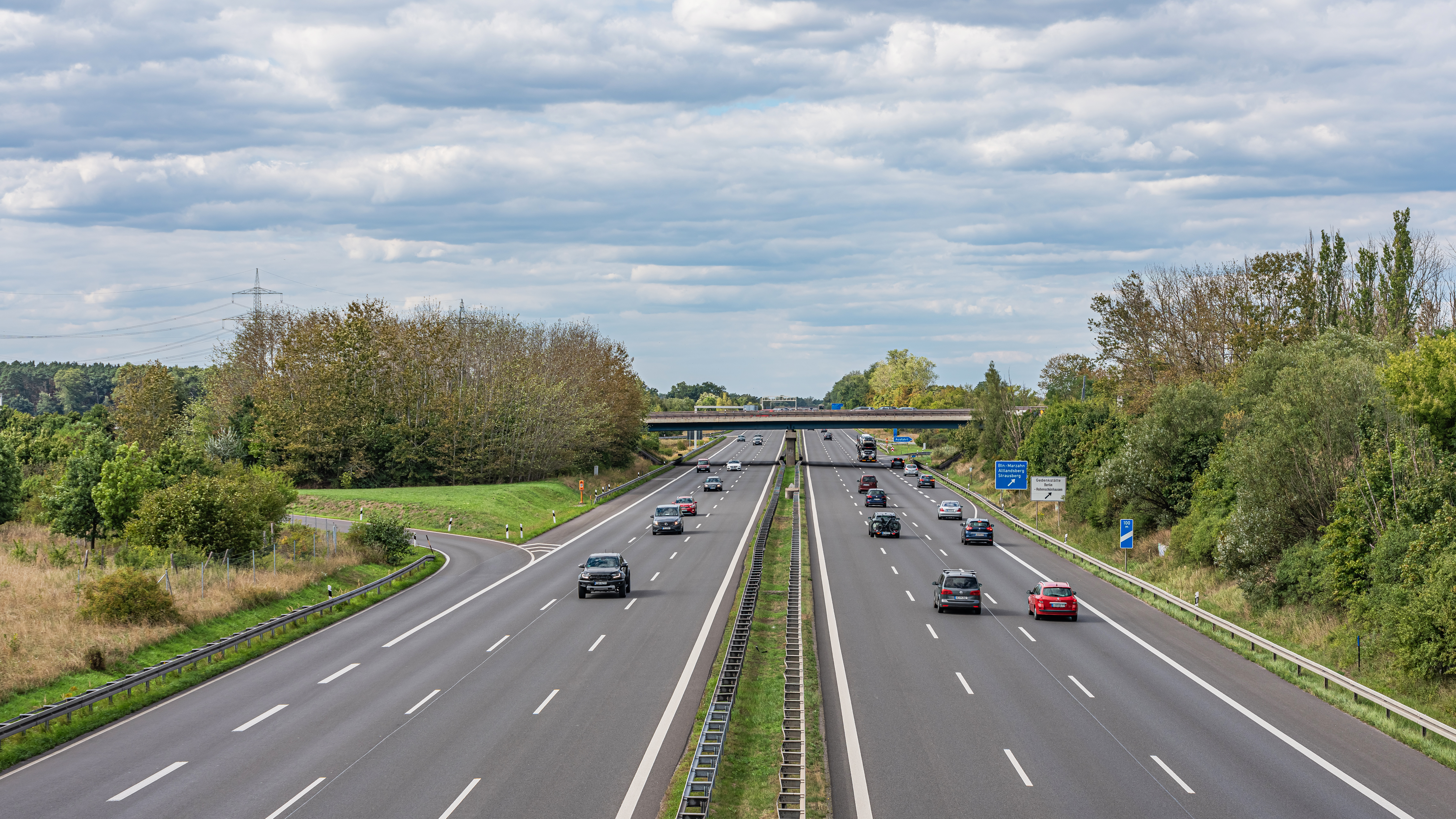
L'autostrada tedesca A 10

Altlandsberg si trova sulla strada che collega Berlino a Strausberg. Nel territorio berlinese, tale strada prende il nome di Landsberger Allee, e costituisce una delle più importanti arterie radiali della zona orientale della città.

Pochi kilometri ad ovest di Altlandsberg si trova l'uscita 3 (Berlin-Marzahn) dell'autostrada A 10 (Berliner Ring).

Dal 1898 al 1965 Altlandsberg è stata capolinea di una linea ferroviaria locale (la Altlandsberger Kleinbahn), che collegava la città con la Ostbahn a Hoppegarten.

## Amministrazione

### Gemellaggi
Altlandsberg è gemellata con:
- Krzeszyce, dal 2002

### Esplicative
1. ↑  Letteralmente: «Landsberg vecchia».

### Bibliografiche
1. 1 2  Amt für Statistik Berlin-Brandenburg - Ente statistico Berlino-Brandeburgo
2. 1 2 3  (DE) Ingrid Halbach, Matthias Rambow, Horst Büttner e Peter Rätzel, Architekturführer DDR. Bezirk Frankfurt (Oder), Berlino (Est), VEB Verlag für Bauwesen, 1987,  p. 116, ISBN 3-345-00146-2.
3. ↑  Fonti dei dati sono nel dettaglio nelle Wikimedia Commons. Population Projection Brandenburg at Wikimedia Commons
4. ↑   Population Projection Brandenburg at Wikimedia Commons, su commons.wikimedia.org.
5. 1 2  (DE) Hauptsatzung der Stadt Altlandsberg, § 7, su ratsinfo-online.net. URL consultato il 31 luglio 2018 (archiviato dall'url originale il 4 aprile 2015).
6. ↑  Städtepartner